# William Isaksson
Karl William Isaksson, född 15 november 1866 i Finström på Åland, död 31 mars 1924 i Helsingfors, var en finländsk jurist och ämbetsman. 
Isaksson blev student 1885 och efter juridiska examina inskrevs han 1890 vid Åbo hovrätt, där han blev kanslist 1898. Han avgick 1903 jämte övriga tjänstemän som protest mot ledamöternas olagliga avsättning, men återinträdde 1907 vid hovrättens restitution samt avancerade 1917 till hovrättsråd. Han var 1900–07 sekreterare hos stadsfullmäktige i Åbo, vilka han senare i flera år tillhörde, samt lantdagsman 1914 och 1917. Efter att 1904 i Skandinavien ha studerat nordisk sjöförsäkringsrätt och haverilära blev han ordförande i direktionen för Finska sjömannapensionsanstalten 1906 och verkställande direktör för Sjöassuransföreningen 1907. 
Efter upprättandet av länsstyrelse för Åland utnämndes Isaksson 1918 till dess förste landshövding, vilken post han under ömtåliga förhållanden beklädde, tills landskapet erhöll självstyrelse 1922. Han var finländsk regeringsrepresentant i den internationella kommissionen för Ålandsbefästningarnas slopande 1918. Han blev 1923 adjungerad ledamot av Högsta domstolen.